# Wijken en buurten in Skarsterlân
De voormalige Nederlandse gemeente Skarsterlân was voor statistische doeleinden onderverdeeld in wijken en buurten. De gemeente was verdeeld in de volgende statistische wijken:
- Wijk 00 Joure (CBS-wijkcode:005100)
- Wijk 01 Oud Haskerland (CBS-wijkcode:005101)
- Wijk 02 (CBS-wijkcode:005102)
- Wijk 03 (CBS-wijkcode:005103)
- Wijk 04 (CBS-wijkcode:005104)
- Wijk 05 (CBS-wijkcode:005105)
- Wijk 06 (CBS-wijkcode:005106)

Een statistische wijk kan bestaan uit meerdere buurten. Onderstaande tabel geeft de buurtindeling met kentallen volgens het Centraal Bureau voor de Statistiek (2008):
| CBS-buurtcode | Buurtnaam                         | Inwonertal | Opp. totaal (ha) | Opp. land (ha) | Ligging                |
| ------------- | --------------------------------- | ---------- | ---------------- | -------------- | ---------------------- |
| BU00510000    | Jonkersland                       | 180        | 35               | 30             | Locatie in de gemeente |
| BU00510001    | Blaauwhof                         | 2130       | 89               | 87             | Locatie in de gemeente |
| BU00510002    | Centrum                           | 2030       | 106              | 104            | Locatie in de gemeente |
| BU00510003    | Westermeer                        | 2490       | 52               | 51             | Locatie in de gemeente |
| BU00510004    | Zuiderveld                        | 2720       | 75               | 74             | Locatie in de gemeente |
| BU00510005    | Skipsleat                         | 2690       | 102              | 86             | Locatie in de gemeente |
| BU00510006    | Wyldehoarne                       | 470        | 55               | 54             | Locatie in de gemeente |
| BU00510007    | Sewei en De Ekers                 | 100        | 140              | 132            | Locatie in de gemeente |
| BU00510008    | Woudfennen                        | 50         | 368              | 328            | Locatie in de gemeente |
| BU00510009    | Buitengebied Joure                | 80         | 531              | 527            | Locatie in de gemeente |
| BU00510100    | Haskerhorne                       | 480        | 98               | 98             | Locatie in de gemeente |
| BU00510101    | Oudehaske                         | 1930       | 596              | 545            | Locatie in de gemeente |
| BU00510102    | Nijehaske                         | 50         | 217              | 206            | Locatie in de gemeente |
| BU00510108    | Verspreide huizen Haskerhorne     | 100        | 563              | 559            | Locatie in de gemeente |
| BU00510109    | Verspreide huizen Oudehaske       | 60         | 457              | 437            | Locatie in de gemeente |
| BU00510200    | Vegelinsoord                      | 180        | 57               | 54             | Locatie in de gemeente |
| BU00510201    | Haskerdijken                      | 340        | 57               | 52             | Locatie in de gemeente |
| BU00510202    | Nieuwebrug                        | 150        | 23               | 17             | Locatie in de gemeente |
| BU00510203    | Terkaple                          | 240        | 394              | 296            | Locatie in de gemeente |
| BU00510204    | Akmarijp                          | 110        | 691              | 661            | Locatie in de gemeente |
| BU00510205    | Snikzwaag                         | 90         | 480              | 477            | Locatie in de gemeente |
| BU00510208    | Verspreide huizen Vegelinsoord    | 180        | 1167             | 1121           | Locatie in de gemeente |
| BU00510209    | Verspreide huizen Haskerdijken    | 90         | 682              | 663            | Locatie in de gemeente |
| BU00510300    | Langweer                          | 940        | 697              | 602            | Locatie in de gemeente |
| BU00510301    | Scharsterbrug                     | 710        | 88               | 85             | Locatie in de gemeente |
| BU00510302    | Broek                             | 130        | 45               | 41             | Locatie in de gemeente |
| BU00510303    | Goingarijp                        | 200        | 924              | 314            | Locatie in de gemeente |
| BU00510304    | Boornzwaag                        | 120        | 899              | 633            | Locatie in de gemeente |
| BU00510305    | Legemeer                          | 50         | 339              | 333            | Locatie in de gemeente |
| BU00510308    | Verspreide huizen Scharsterbrug   | 120        | 725              | 712            | Locatie in de gemeente |
| BU00510309    | Verspreide huizen Broek           | 90         | 1015             | 913            | Locatie in de gemeente |
| BU00510400    | Sint Nicolaasga                   | 2940       | 211              | 209            | Locatie in de gemeente |
| BU00510401    | Doniaga                           | 80         | 1042             | 661            | Locatie in de gemeente |
| BU00510402    | Tjerkgaast                        | 190        | 52               | 52             | Locatie in de gemeente |
| BU00510403    | Idskenhuizen                      | 410        | 35               | 33             | Locatie in de gemeente |
| BU00510404    | Teroele                           | 30         | 248              | 191            | Locatie in de gemeente |
| BU00510405    | Dijken                            | 50         | 408              | 250            | Locatie in de gemeente |
| BU00510407    | Verspreide huizen Sint Nicolaasga | 380        | 954              | 848            | Locatie in de gemeente |
| BU00510408    | Verspreide huizen Tjerkgaast      | 220        | 1850             | 1566           | Locatie in de gemeente |
| BU00510409    | Verspreide huizen Idskenhuizen    | 50         | 253              | 227            | Locatie in de gemeente |
| BU00510500    | Ouwsterhaule                      | 330        | 192              | 191            | Locatie in de gemeente |
| BU00510501    | Ouwster-Nijega                    | 90         | 232              | 232            | Locatie in de gemeente |
| BU00510502    | Oldeouwer                         | 80         | 413              | 294            | Locatie in de gemeente |
| BU00510600    | Sintjohannesga                    | 950        | 275              | 271            | Locatie in de gemeente |
| BU00510601    | Rotsterhaule                      | 340        | 156              | 154            | Locatie in de gemeente |
| BU00510602    | Rohel                             | 290        | 943              | 609            | Locatie in de gemeente |
| BU00510603    | Rotstergaast                      | 40         | 43               | 43             | Locatie in de gemeente |
| BU00510604    | Rottum                            | 680        | 747              | 738            | Locatie in de gemeente |
| BU00510607    | Verspreide huizen Sint Johannesga | 230        | 504              | 422            | Locatie in de gemeente |
| BU00510608    | Verspreide huizen Rotsterhaule    | 240        | 483              | 472            | Locatie in de gemeente |
| BU00510609    | Verspreide huizen Rotstergaast    | 180        | 880              | 844            | Locatie in de gemeente |